# カラガンダ動物園
カラガンダ動物園 (カラガンダどうぶつえん、英語: Karagandy Zoo、カザフ語: Қарағанды хайуантар бағы、ロシア語: Карагандинский зоопарк) はカザフスタンのカラガンダにある動物園である。

## 概要
カラガンダ動物園は1936年に設立された。カラガンダ動物園の総面積は43.5haであり、アルマトイ動物園と並びカザフスタン国内有数の規模と歴史を持つ動物園である。
カラガンダ動物園は「話す」ゾウのバティルが1993年まで飼育されていたことで有名である。

## ギャラリー

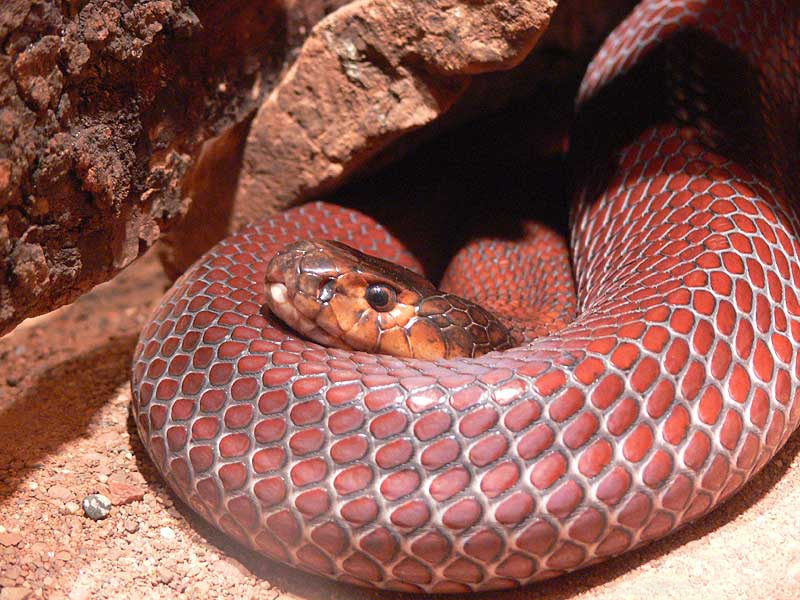
カラガンダ動物園のアカドクフキコブラ
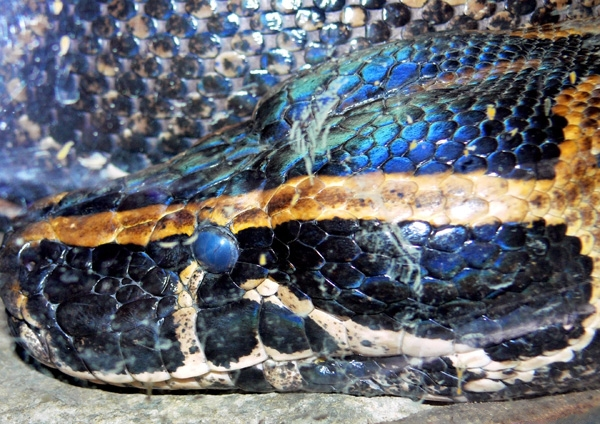
アミメニシキヘビ
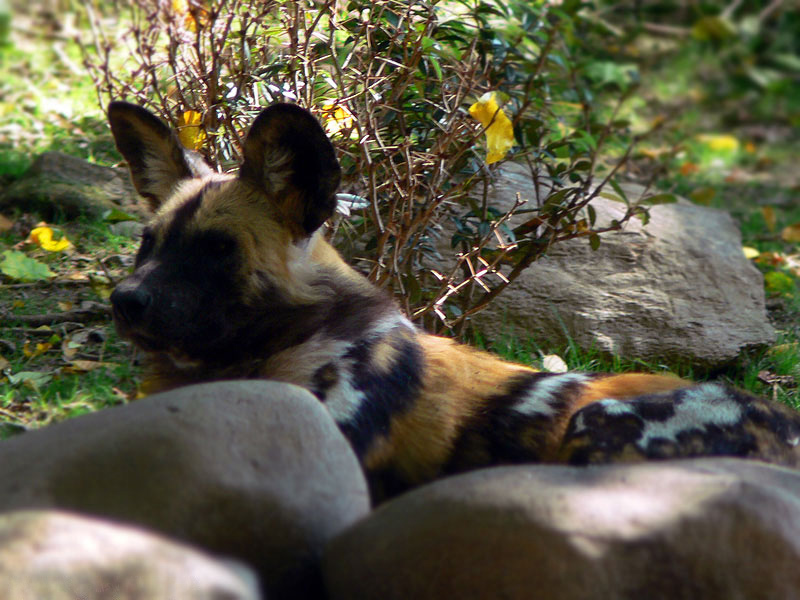
リカオン
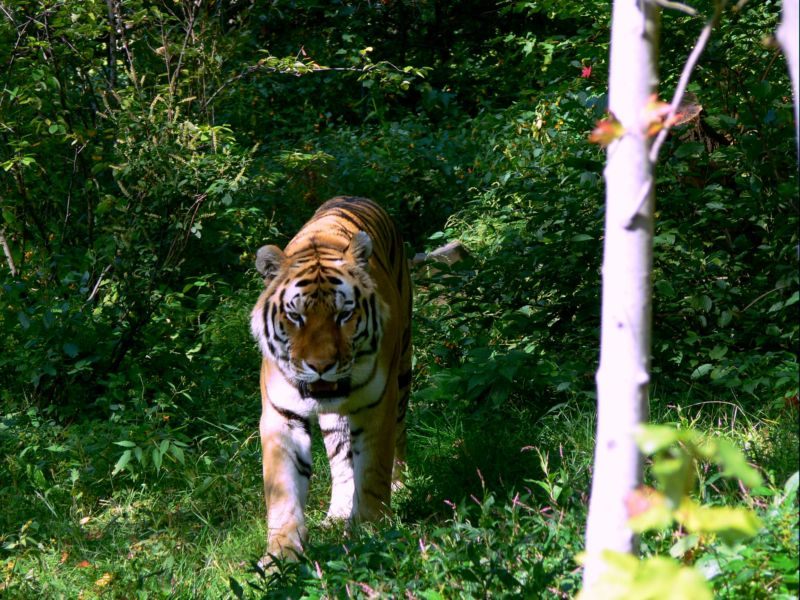
ベンガルトラ